# 007 살인면허
《007 살인면허》(영어: Licence to Kill)는 영국에서 제작된 존 글렌 감독의 1989년 액션, 모험 영화이다. 티모시 달튼와 캐리 로웰이 주연으로 출연하였고 앨버트 R. 브로콜리과 마이클 G. 윌슨이 제작에 참여하였다.

## 줄거리
DEA 요원들이 MI6 요원 제임스 본드와 그의 친구인 CIA 요원 펠릭스 라이터를 키웨스트에서 열리는 라이터의 결혼식에 가는 길에 만나서 마약왕 프란츠 산체스를 잡는 데 도움을 요청한다. 본드와 라이터는 산체스의 비행기에 갈고리와 밧줄을 걸고 미국 해안경비대 헬리콥터로 끌어내려 산체스를 붙잡는다. 그 후 본드와 라이터는 제때 교회의 결혼식에 낙하산으로 내려간다.
산체스는 DEA 요원 에드 킬리퍼에게 뇌물을 주고 호송 중에 탈출한다. 한편, 산체스의 부하 다리오와 그의 부하들은 라이터와 그의 아내 델라를 급습하여(그 과정에서 델라를 살해한다) 라이터를 산체스의 공범 중 한 명인 밀턴 크레스트 소유의 수족관으로 데려간다. 산체스는 라이터를 백상아리가 있는 수조에 빠뜨린다. 본드는 산체스가 탈출했다는 소식을 듣고 라이터의 집으로 돌아와 라이터가 고문당했고 델라가 살해당했다는 것을 알게 된다. 본드는 라이터의 친구 샤키와 함께 자신들의 수사를 시작한다. 그들은 크레스트가 운영하는 해양 연구소를 발견하는데, 그곳에 산체스가 코카인과 밀수용 잠수함을 숨겨두었다.
본드가 라이터를 가뒀던 같은 상어 수조를 사용하여 킬리퍼를 죽인 후, M은 키웨스트의 어니스트 헤밍웨이 박물관에서 본드를 만나 이스탄불로의 임무를 명령한다. 본드는 그 임무를 거절한 후 사임하지만, M은 본드를 정직시키고 그의 살인면허를 취소한다. 본드는 로그 요원이 되지만, 나중에 Q로부터 무단 지원을 받는다.
본드는 크레스트의 배 웨이브크레스트에 탑승하여 산체스의 최신 마약 선적을 막고 그 과정에서 5백만 달러를 훔친다. 그는 샤키가 산체스의 부하들에게 살해당했다는 것을 알게 된다. 본드는 비미니 바에서 조종사이자 DEA 정보원인 팸 부비에를 만나 팀을 이루고 그녀와 함께 이스트무스 공화국으로 간다. 그는 고용된 암살자로 행동하여 산체스의 고용을 구한다. 산체스의 마약 제조 및 유통 공장을 발견하려던 홍콩 경무처 요원 두 명이 본드의 산체스 암살 시도를 막고 본드를 버려진 창고로 데려간다. 산체스의 부하들이 그를 구출하고 그들을 암살자로 오인하여 요원들을 죽인다. 나중에 부비에, Q, 그리고 산체스의 여자친구 루페 라모라의 도움으로 본드는 웨이브크레스트에 5백만 달러를 심어 크레스트를 모함한다. 산체스는 크레스트를 감압실에 가두고 산소 공급을 끊어 크레스트의 머리가 폭발하게 한다. 본드는 그 후 내부 서클에 받아들여진다.
산체스는 본드를 자신의 작전 기지로 데려가는데, 그곳은 종교 단체의 본부로 위장되어 있다. 본드는 산체스의 과학자들이 코카인을 휘발유에 녹여 연료로 위장하여 아시아 마약상들에게 판매한다는 것을 알게 된다. 기독교 복음주의 텔레비전 진행자 조 부처는 산체스의 사업 관리자 트루먼-로지 밑에서 중개인 역할을 하며, 부처의 TV 방송을 사용하여 미국에 있는 산체스의 고객들과 소통한다. 산체스가 잠재적인 아시아 고객들에게 프레젠테이션을 하는 동안, 다리오가 방으로 들어와 본드를 알아본다. 본드는 실험실에 불을 지르지만 다시 붙잡혀 코카인 벽돌을 대형 산업용 분쇄기로 떨어뜨리는 컨베이어 벨트에 놓인다. 부비에가 도착하여 다리오를 쏘고, 본드는 다리오를 분쇄기로 끌어넣어 죽인다.
불이 기지를 파괴하면서 산체스와 대부분의 다른 사람들은 코카인과 휘발유 혼합물이 가득 찬 4대의 탱크로리를 가지고 도망친다. 본드는 부비에가 조종하는 비행기로 그들을 추격한다. 사막을 가로지르는 추격전 동안 본드는 탱크로리 세 대를 파괴하고 산체스의 부하 여러 명을 죽인다. 산체스는 네 번째 탱크로리 위에서 마체테로 본드를 공격하고, 탱크로리는 언덕 아래로 추락한다. 휘발유에 젖은 산체스는 마체테로 본드를 죽이려 한다. 본드는 라이터—펠릭스와 델라에게 받은 들러리 선물—를 꺼내 산체스에게 불을 붙인다. 산체스는 불타는 채로 망가진 탱크로리로 비틀거리며 걸어가 폭발을 일으키고 자살한다. 부비에는 잠시 후 도착하여 본드를 태운다.
나중에 산체스의 전 거주지에서 파티가 열린다. 본드는 라이터로부터 M이 그의 공적을 축하하고 그에게 직위를 돌려주겠다고 말하는 전화를 받는다. 그는 루페의 유혹을 거절하고 대신 부비에와 로맨스를 나눈다.

## 출연
- 티모시 달튼 - 제임스 본드
- 캐리 로웰 - 팸 보비어
- 로버트 다비 - 프란즈 산체스
- 탈리사 소토 - 루피 라모나
- 안소니 저브 - 밀튼 크레스트

## 한국어 더빙 성우진

### MBC(1999년 9월 22일)
- 이정구 - 제임스 본드(티모시 달튼)
- 이윤연 - 프란즈 산체스(로버트 다비)
- 강구한 - 밀튼 크레스트(안소니 저브)
- 조예신 - 루피 라모나(탈리사 소토)
- 박선영 - 팸 보비어(캐리 로웰)
- 황일청 - M(로버트 브라운)
- 최방란 - 머니페니(캐롤라인 블리스) / 델라(프리실라 반스) / 쾅의 동료(수리)
- 김용식 - Q(데스몬드 르웰린)
- 황윤걸 - 부처(웨인 뉴턴) / 대통령(페드로 아르멘다리스 주니어)
- 안장혁 - 호킨스(그랜드 L. 버쉬)
- 최원형 - 에드 킬리퍼(에버렛 맥길) / 쾅(캐리 히로유키 다가와)
- 박조호 - 펠릭스 라이터(데이비드 헤디슨)
- 김영선 - 투르먼(안소니 스털크)
- 엄태국 - 팰런(크리스토퍼 님) / 크레스트의 부하(칼 시얼팔리오)
- 이철용 - 샤키(프랭크 맥래) / 선박 운전사(로저 커드니)
- 최석필 - 크레스트의 부하(제프 몰도반)
- 송준석 - 다리오(베니치오 델 토로)

### KBS(2003년 9월 20일)
- 이정구 - 제임스 본드(티모시 달튼)
- 성완경 - 프란즈 산체스(로버트 다비)
- 온영삼 - Q (데스몬드 르웰린)
- 임종국 - M(로버트 브라운)

## 기타
- 프로듀서: 안티호니 워이
- 프로듀서: 더글러스 노어키스
- 협력프로듀서: 톰 페브스너
- 협력프로듀서: 바바라 브로콜리
- 조감독: 레이먼 브라보
- 조감독: 미구엘 길
- 조감독: 미구엘 리마
- 조감독: 아서 우스터
- 미술: 피터 라몬트
- 특수효과: 존 리처드슨
- 타이틀디자인: 모리스 바인더
- 의상: 조디 린 틸렌
- 스턴트: 레미 줄리언
- 스턴트: 폴 웨스턴
- 스턴트: 콜키 포노프
- 배역: 제인 젠킨스
- 배역: 자넷 허쉔슨